# Êxodo de 1940 em França

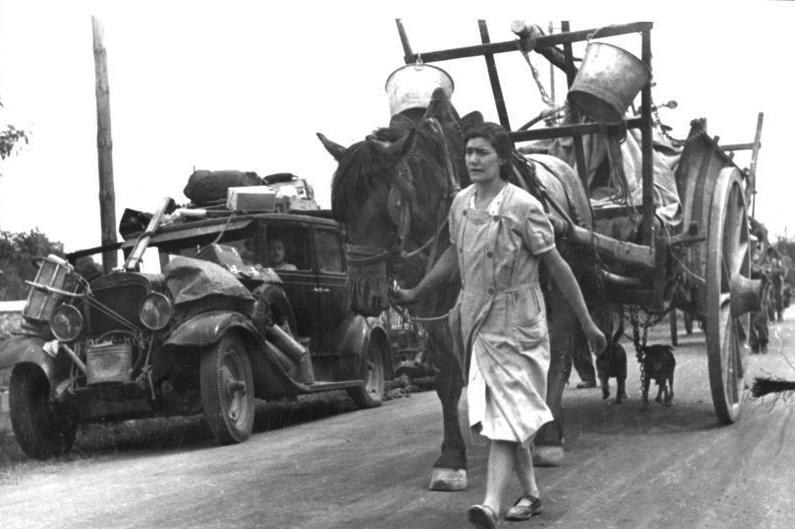
Refugiados na estrada, em 19 de Junho de 1940, em Gien

O êxodo de 1940 em França foi uma fuga em massa de populações belgas, neerlandesas, luxemburguesas e francesas entre maio e junho de 1940, quando o exército alemão invadiu a Bélgica, os Países Baixos, o Luxemburgo e a maior parte do território francês durante a Batalha da França, após a batalha de Sedan. Este êxodo foi um dos maiores movimentos populacionais do século XX na Europa.

## Antecedentes
Um êxodo das populações belgas e das regiões do norte da França, fugindo do avanço do exército alemão, já se tinha verificado  em Agosto de 1914. No entanto, esse deslocamento de várias centenas de milhares de pessoas só afetou uma minoria da população, ao contrário do deslocamento de 1940 que esvaziou a maioria das cidades do norte. Esta fuga foi muito precipitada,  em condições comparáveis às do êxodo de 1940, com filas de civis indefesos nas estradas,  a pé, com carroças atreladas ou empurradas à mão, à mistura com  militares. A extensão do êxodo de 1940 deve-se, em grande parte, à memória dolorosa da ocupação das regiões invadidas pela Alemanha em  1914 a 1918.
Outro factor foi o conhecimento da população  do que acontecera durante a Guerra Civil Espanhola, com os bombardeamentos de Barcelona e Guernica, e já na II Guerra Mundial, os bombardeamentos da aviação alemã sobre a Polónia invadida. Èric Alary comenta que "após a guerra civil de Espanha, o estatuto de "civil" já não protege contra as consequências directas dos combates".

## Pânico
Oito a dez milhões de civis,  misturados com as colunas dos soldados em retirada, fugiram  de maneira maciça, às vezes sem rumo; são quase um quarto da população francesa do país ao tempo.
Sob o efeito do terror provocado pelo avanço das  tropas alemãs, a fuga foi um fenómeno de massas que afetou grande parte da população do norte da França, Bélgica, Holanda e Luxemburgo. Os habitantes  das cidades refugiaram-se temporariamente em casa de familiares ou de conhecidos nas aldeias vizinhas, outros fugiram para as regiões do sul. As grandes cidades esvaziaram-se da sua população: Lille tem cerca de  20 000 habitantes dos  200 000 anteriores, Tourcoing 7 000 de 82 000.  Os refugiados invadiram cidades abandonadas pelos seus habitantes, privadas de serviços públicos, sem água, nem electricidade, sem médicos nem empresas. 40.000 belgas acotovelaram-se em Tourcoing.

## A fuga

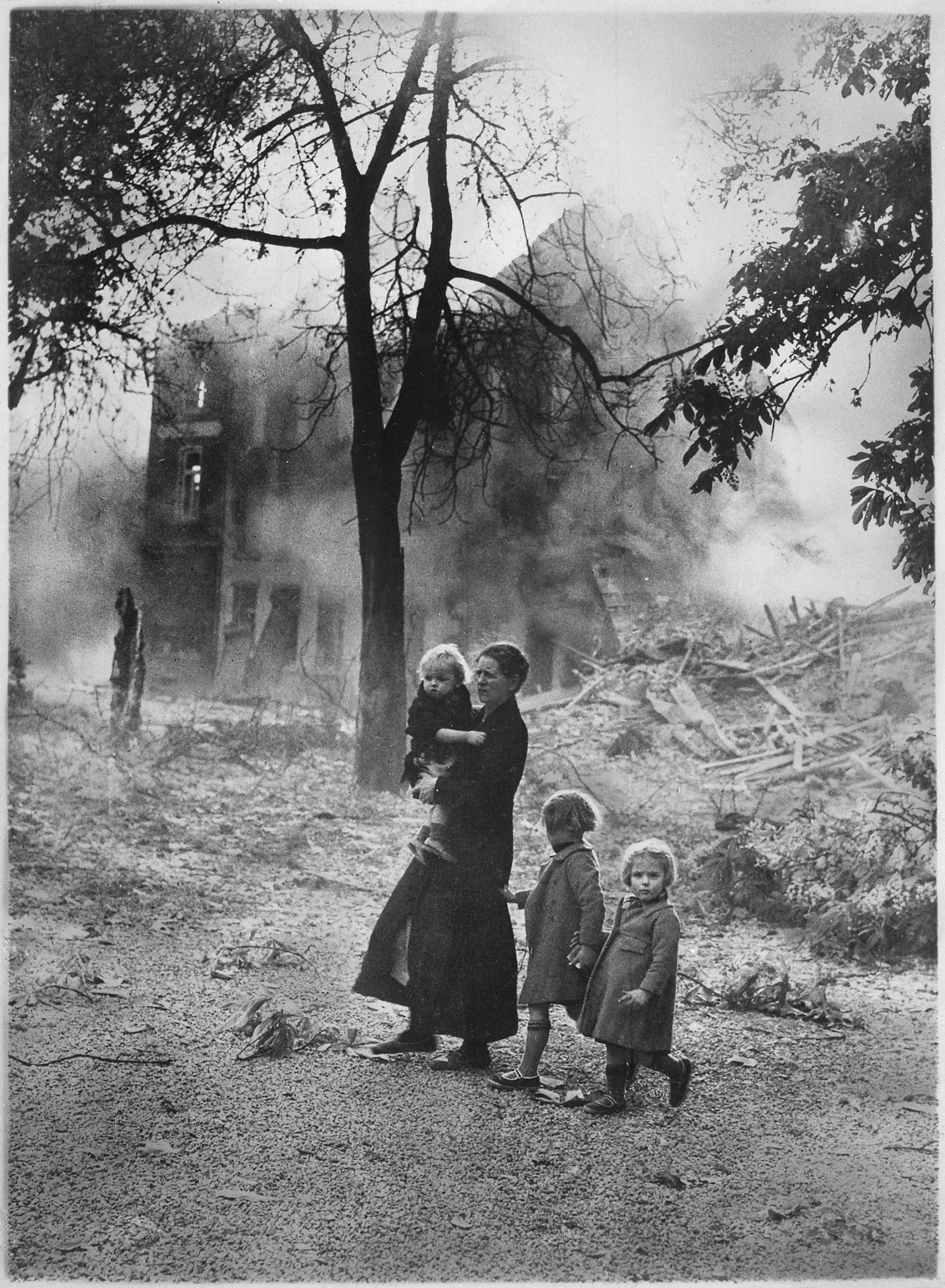
Refugiados belgas, cerca de 1940

Em poucas semanas, oito a dez milhões de pessoas fugiram da Bélgica, das regiões do Norte  e depois da Ilha de França e das regiões centrais para o Sul de França, levando consigo magras bagagens. Isso ocorreu assim que a Bélgica foi invadida pelos Alemães em Maio de 1940, mas foi precedida pela evacuação de civis do leste da França no Outono de 1939. Da Bélgica, depois do Norte ou do Pas-de-Calais, muitos civis fugiram primeiro para Paris e depois para o sudoeste do país.
Este êxodo lançou famílias belgas, holandesas e luxemburguesas (dois milhões de pessoas) e famílias francesas (também cerca de dois milhões de pessoas), grande parte delas judias, nas estradas desde Maio de 1940,  num caos heterogéneo de pedestres e veículos de todos os tipos, dificultando o movimento das tropas aliadas. As colunas de refugiados eram  muitas vezes alvo  dos bombardeiros Stuka  e, a partir de 20 de Maio, enfrentaram o movimento de tenaz do exército alemão na sua marcha em direção ao mar, o que lhes cortava o acesso ao sul do país. Em Junho, quando as tropas alemãs se aproximaram de Paris (em  14 de junho de 1940 foi o início da ocupação de Paris), as populações da Ilha de França fugiram por sua vez (2 milhões de parisienses, ou 2⁄3 da população intramural parisiense). Houve lutas para poder apanhar os comboios (primeiro comboios de passageiros e depois em face do afluxo, comboios de transporte de gado). As cidades da região de Paris e do centro também perdiam os  seus habitantes. 
Apesar da maioria dos refugiados serem mulheres e crianças, entre eles contavam-se os homens que por motivos especiais não tinham sido mobilizados: trabalhadores ligados a sectores considerados vitais para o esforço de guerra francês. Também eles percebiam que tinham de partir, porque existia a possibilidade muito real de serem feitos prisioneiros de guerra e/ou enviados para os campos de trabalho na Alemanha.
No total, oito a dez milhões de pessoas foram exiladas, cerca de 1⁄4 da população francesa da época. O Governo francês,  de Paul Reynaud,  fugiu de Paris em 11 de Junho de 1940 para Bordéus.

## Consequências
Vários civis pereceram nas estradas sob  ataques em voo picado dos Junkers Ju 87 ( "Stukas"), armados com duas metralhadoras, (que podiam carregar até  500 kg de bombas) e que eram  equipados com sirenes apelidadas de "trombetas de Jericó". 
O êxodo envolveu um grande número de famílias que se separaram. Nem todas as crianças perdidas encontrariam  depois seus pais. No final do desastre, é necessário organizar a recepção de órfãos e crianças sem família. Por muitos meses os jornais estavam cheios de anúncios das famílias que procuravam  parentes ou filhos; a Cruz Vermelha Francesa estimou que 90.000 crianças estavam perdidas. O número preciso de vítimas não é conhecido, mas pode ser estimado em 100.000 mortos sem contar os feridos.

## Armistício

Divisão da França por zonas após o Armistício

Entretanto o Governo de Reynaud, abrigado em Bordéus, em meio a um incrível caos de fugitivos em pânico, que enchiam por completo as ruas, as casas e todo o espaço disponível, considerava duas únicas opções: a capitulação, simplesmente, ou um armistício. Já não era possível continuar a resistir.
Uma capitulação levaria ao fim dos combates, mas abandonaria  a população ao invasor,  que provavelmente ocuparia todo o país;  teria a vantagem de deixar o governo livre para continuar a batalha do exterior ( era a posição que tinham sido tomada pela Noruega e Holanda após a sua derrota, por exemplo). O armistício, por outro lado, era um acordo político e não militar,  que proibiria qualquer continuação da guerra e ditaria o fim do envolvimento das duas partes nas hostilidades. Em teoria, as populações derrotadas seriam, protegidas de qualquer perigo adicional até que a guerra acabasse.Foi esta última opção que vingou. O Marechal Pétain foi nomeado primeiro-ministro pelo Presidente Albert Lebrun e em 17 de Junho de 1940, anunciou ao país, ainda sem a resposta alemã, que tinha sido decidido o armistício - sem no entanto o nomear por esse nome.
Em 22 de Junho de 1940 foi assinado o Armistício. A França foi dividida em nove zonas. As duas principais eram a Zona Ocupada, a norte, e que seguia quase fielmente o avanço  alemão à época; a outra era a Zona dita "Livre", a sul. Pétain deslocou o seu governo para Vichy. 
Julian Jackson comenta que existiam a partir desta altura "pelo  menos seis Franças". A primeira era a "Zona Livre", cerca de 45 por cento do território. A segunda era a estreita "Zona Italiana". A terceira era a Alsácia-Lorena, anexada pela Alemanha. A quarta, Nord-Pas-de-Calais, administrada pelo comando militar germânico de Bruxelas .Quinta, a "Zona Interdita" (toda uma tira  litoral da zona ocupada e outras) , e sexta, o resto da Zona Ocupada.
Consolidada a conquista de França, o exército alemão tinha ordens pessoais de Hitler para auxiliar os refugiados de forma amistosa. Os nazis desejavam minimizar a resistência civil, assim como pôr rapidamente a economia francesa a contribuir para o seu próprio esforço de guerra. O Fuhrer,  em 7 de Julho de 1940,  advertia que os soldados que não se comportassem devidamente seriam severamente punidos. Estas orientações, aliás, contrastam fortemente com as dadas, por exemplo,  na anterior invasão alemã da Polónia em 1939, que declaravam abertamente o objectivo de acabar com a Polónia e exterminar os polacos, judeus incluídos.
A propaganda dos ocupantes foi usada numa tentativa de humanizar o exército alemão e  tranquilizar os franceses na Zona Ocupada. A primeira página do jornal Le Matin de 22 de Junho de 1940  desmentia rumores: não, "os Alemães não estão a deportar jovens, a torturar mulheres e a maltratar crianças". Em muitas comunidades, o soldado alemão aparecia como o generoso vencedor, alimentando e ajudando os cidadãos franceses abandonados pelo seu governo e representantes  De facto, muitos testemunhos pessoais apontam, nos primeiros contactos,  um comportamento correcto e amigável dos alemães pra com a população civil. Essa boa vontade superficial em pouco tempo desapareceu, á medida que a ocupação se cimentava, a França era saqueada dos seus recursos materiais e humanos  e aumentava a resistência interna.

## Retorno

Cartaz de propaganda nazi no início da ocupação: "Populações abandonadas, confiem no soldado alemão!"

Os primeiros movimentos de regresso dos fugitivos a suas casas tiveram lugar no início de Junho de 1940; os que regressavam cruzavam-se com uma segunda vaga de fugitivos em sentido contrário. 
A linha de demarcação das duas principais zonas demorou algum tempo a ser definida, e entretanto os deslocados aguardavam ansiosamente saber se as zonas onde se encontravam iriam ficar ou não em "solo inimigo". Logo depois teve início mais um movimento das populações - milhares - desta vez em direção à Zona Livre. Um grande número de judeus  franceses considerou prudente fugir para a zona ainda não ocupada. Porém, nos termos do armistício, no seu artigo 19, os alemães podiam extraditar pela força qualquer indivíduo  tanto duma zona como doutra.

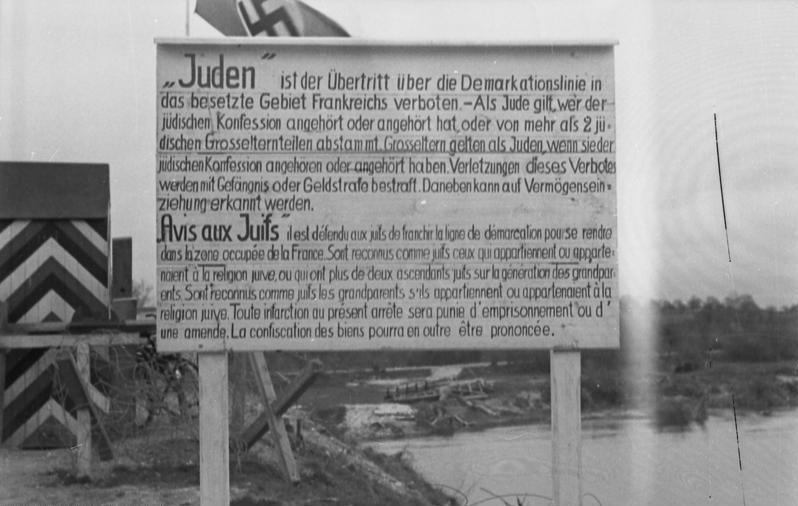
Aviso num posto de controle entre as duas zonas:"Os judeus estão proibidos de atravessar a linha para a área ocupada da França [...]".

Muitos franceses, e não só os judeus, desejavam fugir do país. Contudo, aqueles com meios mais modestos seriam bem cedo forçados a abandonar esses planos. Era preciso ser persistente, ter bons conhecimentos, e mais importante ainda, ter meios económicos. Era demorado e dispendioso obter a documentação necessária para abandonar o país. Casablanca e Lisboa eram destinos bastante procurados   Só no porto de Saint-Jean-de-Luz, embarcaram nesta época mais de dez mil civis em fuga; mais de metade eram judeus.
A zona não ocupada ficou totalmente sobrecarregada com refugiados. Algumas comunidades triplicaram e mesmo quadruplicaram a sua população. Andre Morize, que passou algum tempo em Cahors, estimou que a sua  população cresceu dos habituais 13 mil habitantes para 60 ou 70 mil. Algumas grandes cidades do sul tentaram controlar este afluxo com barragens de estradas e postos de controle, para manter os refugiados na sua periferia e verificar se teriam alojamento garantido.
A 11 de Novembro de 1942, após os desembarques aliados no Norte de África, os alemães atravessaram a linha de demarcação e invadiram a Zona "Livre". A linha de demarcação foi abolida em 1 de Março de 1943 e toda a França ficou sob ocupação.